# Temporada 1973-74 de los Atlanta Hawks
La temporada 1973-74 fue la sexta de los Atlanta Hawks en la NBA en su ubicación de Atlanta, la vigésimo quinta en la liga y la vigésimo octava desde su fundación. La temporada regular acabó con 35 victorias y 47 derrotas, ocupando el quinto puesto de la Conferencia Este, no logrando clasificarse para los playoffs.

## Elecciones en elDraft
| Ronda | Puesto | Jugador         | Posición  | Nacionalidad   | Universidad      |
| ----- | ------ | --------------- | --------- | -------------- | ---------------- |
| 1     | 9      | Dwight Jones    | Ala-Pívot | Estados Unidos | Houston          |
| 1     | 10     | John Brown      | Alero     | Estados Unidos | Missouri         |
| 2     | 27     | Tom Ingelsby    | Base      | Estados Unidos | Villanova        |
| 3     | 36     | Ted Manakas     | Ala-Pívot | Estados Unidos | Princeton        |
| 3     | 45     | Leonard Gray    | Escolta   | Estados Unidos | Long Beach State |
| 6     | 96     | John Williamson | Escolta   | Estados Unidos | New Mexico State |

## Temporada regular
| División Central    | División Central | División Central | División Central | División Central | División Central | División Central | División Central | División Central |
| Equipo              | G                | P                | %                | PD               | Casa             | Fuera            | Neutral          | Div              |
| ------------------- | ---------------- | ---------------- | ---------------- | ---------------- | ---------------- | ---------------- | ---------------- | ---------------- |
| y-Capital Bullets   | 47               | 35               | .573             | –                | 31–10            | 15–25            | 1–0              | 14–8             |
| Atlanta Hawks       | 35               | 47               | .427             | 12               | 23–18            | 12–25            | 0–4              | 13–9             |
| Houston Rockets     | 32               | 50               | .390             | 15               | 18–23            | 13–25            | 1–2              | 9–13             |
| Cleveland Cavaliers | 29               | 53               | .354             | 18               | 18–23            | 11–28            | 0–2              | 8–14             |

## Estadísticas
| Rk | Jugador        | Edad | P  | PT | MP   | TC   | TCI  | %TC  | TL  | TLI | %TL  | RO  | RD  | RT   | AS  | RB  | TAP | BP | FP  | PTS  |
| -- | -------------- | ---- | -- | -- | ---- | ---- | ---- | ---- | --- | --- | ---- | --- | --- | ---- | --- | --- | --- | -- | --- | ---- |
| 1  | Lou Hudson     | 29   | 65 |    | 39.8 | 10.4 | 20.9 | .500 | 4.5 | 5.4 | .836 | 1.9 | 3.4 | 5.4  | 3.3 | 2.5 | 0.4 |    | 3.2 | 25.4 |
| 2  | Pete Maravich  | 26   | 76 |    | 38.2 | 10.8 | 23.6 | .457 | 6.2 | 7.5 | .826 | 1.3 | 3.6 | 4.9  | 5.2 | 1.5 | 0.2 |    | 3.4 | 27.7 |
| 3  | Jim Washington | 30   | 73 |    | 34.5 | 4.1  | 8.4  | .485 | 1.8 | 2.7 | .684 | 2.8 | 7.2 | 10.1 | 2.1 | 0.7 | 1.0 |    | 3.4 | 10.0 |
| 4  | Herm Gilliam   | 27   | 62 |    | 32.3 | 6.2  | 13.6 | .454 | 1.7 | 2.2 | .791 | 1.0 | 3.3 | 4.3  | 5.7 | 2.2 | 0.3 |    | 3.1 | 14.1 |
| 5  | Walt Bellamy   | 34   | 77 |    | 31.7 | 5.1  | 10.4 | .486 | 3.0 | 5.0 | .608 | 3.4 | 6.2 | 9.6  | 2.5 | 0.7 | 0.6 |    | 3.0 | 13.1 |
| 6  | John Brown     | 22   | 77 |    | 22.3 | 3.6  | 8.2  | .438 | 2.1 | 2.8 | .751 | 2.3 | 3.4 | 5.7  | 1.5 | 0.4 | 0.2 |    | 3.1 | 9.3  |
| 7  | Dwight Jones   | 21   | 74 |    | 19.6 | 3.2  | 6.8  | .474 | 1.6 | 2.1 | .744 | 2.0 | 4.2 | 6.1  | 1.2 | 0.4 | 0.9 |    | 2.7 | 8.0  |
| 8  | Steve Bracey   | 23   | 75 |    | 19.5 | 3.2  | 6.9  | .463 | 0.9 | 1.3 | .719 | 0.3 | 1.6 | 1.9  | 3.1 | 0.8 | 0.1 |    | 2.1 | 7.3  |
| 9  | John Wetzel    | 29   | 70 |    | 17.6 | 1.5  | 3.6  | .425 | 0.6 | 0.8 | .719 | 0.6 | 1.9 | 2.4  | 2.0 | 1.0 | 0.3 |    | 2.1 | 3.6  |
| 10 | Dale Schlueter | 28   | 57 |    | 9.6  | 1.1  | 2.4  | .467 | 0.7 | 0.9 | .760 | 0.9 | 1.8 | 2.7  | 0.8 | 0.4 | 0.4 |    | 1.5 | 2.9  |
| 11 | Tom Ingelsby   | 22   | 48 |    | 8.3  | 1.0  | 2.7  | .382 | 0.6 | 0.8 | .784 | 0.2 | 0.7 | 0.9  | 0.8 | 0.4 | 0.1 |    | 0.9 | 2.7  |
| 12 | John Tschogl   | 23   | 64 |    | 7.8  | 0.9  | 2.6  | .355 | 0.2 | 0.3 | .588 | 0.5 | 0.7 | 1.2  | 0.5 | 0.3 | 0.3 |    | 1.1 | 2.0  |

## Galardones y récords
| Jugador       | Galardón                            |
| John Brown    | Mejor quinteto de rookies de la NBA |
| Pete Maravich | All-Star                            |